# Pondok Sungai Abu
Pondok Sungai Abu is een bestuurslaag in het regentschap Kerinci van de provincie Jambi, Indonesië. Pondok Sungai Abu telt 618 inwoners (volkstelling 2010).